# Manuel Parras
Manuel Parras Jiménez (Torredelcampo, (Jaén), el 29 de abril de 1952), futbolista español que se desempeñaba como delantero.

## Clubes
| Club        | País   | Año         |
| ----------- | ------ | ----------- |
| CE Sabadell | España | 1972 - 1981 |